# Републикански път III-377
Републикански път IIІ-377 е третокласен път, част от републиканската пътна мрежа на България, преминаващ изцяло през територията на област Пазарджик. Дължината му е 22,05 км.
Пътят се отклонява наляво при км 150,2 на Републикански път II-37 в центъра на град Пещера и се насочва на изток. На 3 км след града преодолява нисък вододел и слиза в малката Брациговска котловина. Преминава през центъра на град Брацигово, завива на юг и навлиза в Баташка планина. Пътят свършва в центъра на село Равногор.
По-рано път III-377 се е свързвал отново към път II-37 при км 162,2 преминавайки през с. Нова махала. Тази част от пътя сега е III-379, а връзката между тях от с. Равногор до м. Вълча поляна е общинки път.
| Пътища, отклоняващи се надясно (населено място, № на пътя, посока на пътя) | Км    | Пътища, отклоняващи се наляво (посока на пътя, № на пътя, населено място) |
| -------------------------------------------------------------------------- | ----- | ------------------------------------------------------------------------- |
| Община Пещера, II-37, 150,2 км, гр. Пещера ←                               | 0,0   | ← гр. Пещера, 150,2 км, II-37, Община Пещера                              |
| Община Брацигово                                                           | 3,3   | Община Брацигово                                                          |
| гр. Брацигово                                                              | 6,7   | → гр. Брацигово, общински път (за 5,2 км на III-375)                      |
| (за с. Розово) общински път ←                                              | 10,2  |                                                                           |
| с. Равногор                                                                | 22,05 | с. Равногор                                                               |